# Глас македонски
„Глас македонски“ (изписване до 1945 година: Гласъ Македонски) е български вестник, редактиран от Коста Шахов и излизал от 1893 до 1898 година.
Вестникът е продължител на Шаховия вестник „Македония“ и основната му тема е положението на българите в останалата под османска власт Македония.
| Годишнина | Броеве | Дати                               |
| --------- | ------ | ---------------------------------- |
| I         | 52     | 28 ноември 1893 – 22 ноември 1894  |
| II        | 52     | 27 ноември 1894 – 10 декември 1895 |
| III       | 74     | 1 януари 1896 – 27 юли 1896        |
| IV        | 50     | 3 ноември 1896 – 20 декември 1897  |
| Х         | 40     | 4 януари – 24 декември 1898        |

Вестникът излиза седмично, от III си годишнина – три пъти седмично, а от IV – отново седмично. Отговорен редактор е Обрешко Ф. Обрешков, от четвъртата годишнита – Х. Стоянов, от 42 брой на IV годишнина Георги Алексиев, от X (V – IХ са прескочени) А. С. Василев, а от 36 брой на X няма означен отговорен редактор. Печата се в печатниците „Братя П. Спиркови“, „Напредък“, „Либерален клуб“, „Иван К. Цуцев“, „Иван К. Божинов“.
Вестникът ратува за свободна и автономна Македония. Осем месеца администратор на вестника е Марко Цепенков. Сред редакторите на вестника е Лука Джеров. Изпращан е от Гоце Делчев в Македония. Освен с Македонския въпрос вестникът следи и българската вътрешна политика – собственикът му Шахов е привърженик на Радославистите. Вестникът посреща с радост падането на правителството на Стефан Стамболов през май 1894 година и остро критикува наследилото го правителство на Константин Стоилов за политиката му по македонските дела.
В броя от 17 юли 1894 година печата надгробната си реч за падналите за свободата българи, в която се казва:
| „ | Поклон пред прахът ви...жертви за българската свобода, за правдините на българския народ...Вие усилвате това толкова важно единство между целия български народ отсам и оттатък Рила... | “ |

Слива се с вестник „Вардар“ и започва да излиза като „Борба за свободата на Македония и Одринско“ (1899).